# Tông Công
Tông Công (danh pháp khoa học: Pavonini) là một tông chim thuộc phân họ Trĩ (Phasianinae). Các thành viên của tông này phần lớn được tìm thấy tại vùng nhiệt đới châu Á, và một loài tại khu vực rừng mưa Congo.

## Phân loại
| Hình ảnh | Chi        | Loài còn tồn tại                                                                |
| -------- | ---------- | ------------------------------------------------------------------------------- |
|          | Rheinardia | - Trĩ sao Việt Nam, Rheinardia ocellata - Trĩ sao Mã Lai, Rheinardia nigrescens |
|          | Argusianus | - Trĩ sao lớn, Argusianus argus                                                 |
|          | Afropavo   | - Công Congo, Afropavo congensis                                                |
|          | Pavo       | - Công lam Ấn Độ Pavo cristatus - Công lục, Pavo muticus                        |